# Job 12
Job 12 es el decimosegundo capítulo del Libro de Job en la Biblia hebrea o el Antiguo Testamento del Cristianismo . El libro es anónimo; la mayoría de los estudiosos creen que fue escrito alrededor del siglo VI a. C. Este capítulo recoge el discurso de Job, que pertenece a la sección Diálogo del libro, y comprende Job 3:1–Job 31:40.

## Texto
El texto original está escrito en lengua hebrea. Este capítulo se divide en 25 versículos.

### Testimonios textuales
Algunos manuscritos antiguos que contienen el texto de este capítulo en hebreo pertenecen al Texto masorético, que incluye el Códice de Alepo (siglo X) y el Codex Leningradensis (1008). Se encontraron fragmentos que contienen partes de este capítulo en hebreo entre los Rollos del Mar Muerto, incluyendo 4Q100 (4QJobb; 50–1 a. C.) con los versículos 15–17 conservados.

## Análisis
La estructura del libro es la siguiente:
- El prólogo (capítulos 1-2)
- El diálogo (capítulos 3-31)
- Los veredictos (32:1-42:6)
- El epílogo (42:7-17)

Dentro de la estructura, el capítulo 12 se agrupa en la sección Diálogo con el siguiente esquema:
- La maldición y el lamento de Job (3:1–26)
- Primera ronda (4:1–14:22)
  - Elifaz (4:1–5:27)
  - Job (6:1-7:21)
  - Bildad (8:1-22)
  - Job (9:1-10:22)
  - Zofar (11:1-20)
  - Job (12:1-14:22)
    - Los malvados prosperan, pero yo sufro (12:1–6)
    - La mano de Dios en la creación (12:7–12)
    - El control activo de Dios sobre el mundo (12:13–25)
    - La postura de Job (13:1–3)
    - Job reprende a sus amigos (13:4–12)
    - Dirigiéndose a sus amigos (13:13–19)
    - Dirigiéndose a Dios (13:20–28)
    - La brevedad de la vida humana (14:1–6)
    - La falta de esperanza para los seres humanos (14:7–12)
    - La exploración imaginativa de la esperanza por parte de Job (14:13-17)
    - La falta de esperanza, de nuevo (14:18-22)
- Segunda ronda (15:1-21:34)
- Tercera ronda (22:1-27:23)
- Interludio: un poema sobre la sabiduría (28:1-28)
- Resumen de Job (29:1-31:40)

La sección del diálogo está compuesta en formato poético, con una sintaxis y una gramática distintivas. Los capítulos 12 a 14 contienen el discurso final de Job en la primera ronda, en el que se dirige directamente a sus amigos (12:2-3; 13:2, 4–12).

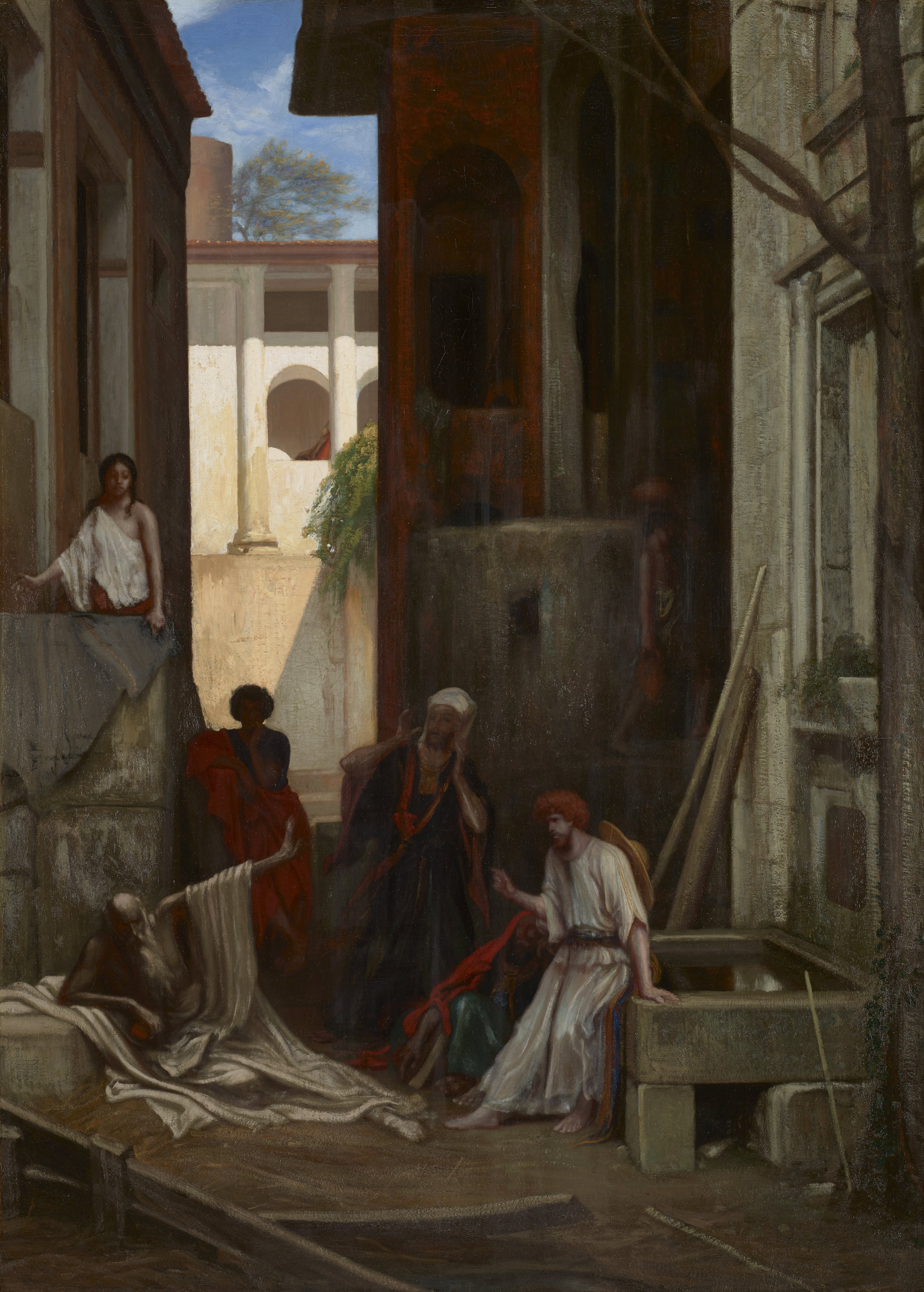
«Job y sus amigos», de Alexandre-Gabriel Decamps (c. 1852).

## Job cree en la mano de Dios en la creación (12:1–12)
Job señala que algunos malvados prosperan, independientemente de cómo sean recompensados o sufran los justos, y que la vida de la naturaleza está en manos de Dios (versículo 9). Job sugiere a sus amigos que miren más allá de las «tradiciones ancestrales» y los «dogmas del pasado» para ver «al Dios que es la fuente de toda sabiduría» y el que controla toda la creación (versículo 12).

### Versículo 9
[Job dijo:] ¿Quién de todos estos no sabe
que la mano del Señor ha hecho esto?
- «El Señor»: traducido del hebreo «YHWH», que es la única referencia a este nombre fuera del marco narrativo (prólogo y epílogo) o de los discursos de YHWH (Job 38-41).[18] Tres manuscritos de Kennicott y dos de De Rossi tienen la palabra «Dios» en su lugar. [19]

### Versículo 10
¿En quién está la vida de todos los seres vivos
y el aliento de todos los seres humanos? 

## Job cree en el control activo de Dios sobre los mundos (12:13–25)
Esta sección sigue las declaraciones de Job en el versículo 12 (que también pueden leerse como preguntas retóricas) para declarar la sabiduría y el poder de Dios (versículo 13), cuya actividad soberana puede observarse en todos los ámbitos y situaciones de la vida (versículos 14-25).

### Versículo 23
[Job dijo:] Él aumenta las naciones y las destruye;
Él engrandece las naciones y las guía.
- «Aumenta»: del verbo hebreo מַשְׂגִּיא, «masgiʾ» («hace grande») es una palabra aramea común, pero solo se encuentra en hebreo en Job 8:11, 12:23 y 36:24.[23] Algunos manuscritos hebreos tienen una lectura derivada de שָׁגָה, «shagah» («desviar»), mientras que la Septuaginta griega no tiene esa línea.[23]

Job utiliza el auge y la caída de las naciones, que no parecen regirse por ningún principio moral, como ejemplo del poder arbitrario de Dios, que se explica detalladamente en la interpretación de Daniel del sueño del rey Nabucodonosor (Daniel 2) sobre cómo ningún grupo de seres humanos puede frustrar el propósito de Dios Todopoderoso.

## Comentarios

### De la Iglesia católica

#### A los capítulos 12,1-14,22
Con este extenso discurso, Job responde no sólo a Sofar, sino también a los argumentos presentados por los tres amigos. Sus palabras marcarán el inicio de una nueva serie de intervenciones, en las que sus interlocutores volverán a insistir en la misma visión rígida de la retribución, basada en la idea de que el bien recibe recompensa y el mal castigo de forma automática. Job, por su parte, empieza a ofrecer una perspectiva distinta y más profunda sobre la forma en que Dios actúa en la vida humana. El diálogo con el Señor adquiere mayor protagonismo, mientras que la voz de los amigos va perdiendo relevancia.
El discurso de Job se estructura en dos partes simétricas. Cada una comienza con una breve respuesta dirigida a los amigos y se desarrolla luego en una sección más extensa centrada en Dios. En la primera parte, Job se enfrenta a sus amigos (12,1-3), señalando que la misma naturaleza demuestra que no hay una ley fija de retribución y que Dios actúa con libertad absoluta (12,4-12). Seguidamente, proclama en un extenso himno el poder soberano de Dios sobre todas las cosas, destacando su total independencia de cualquier norma humana (12,13-25). En la segunda parte, vuelve a interpelar a sus amigos (13,1-2) y contrasta su sufrimiento con la estabilidad de ellos (13,3-19). Luego se dirige directamente a Dios en un coloquio intenso y de tono judicial (13,20–14,22), donde expresa con fuerza que atribuye al Señor la responsabilidad por sus sufrimientos, formulando sus preguntas con la seriedad de quien busca justicia ante un tribunal.

#### A los versículos 2-3
Job reclama para sí la misma sabiduría que sus amigos pretenden poseer. No se siente inferior a ellos en conocimiento, pues los argumentos que han presentado no le son desconocidos; sin embargo, su sufrimiento persiste. Por eso, lejos de conformarse con explicaciones convencionales, Job busca una respuesta más profunda e interpela directamente a Dios para que le revele el sentido de su dolor. Los razonamientos humanos no le resultan suficientes, lo que lo impulsa a explorar nuevas perspectivas.
Estas nuevas luces no vendrán de una lógica limitada, sino de la Revelación. Es en ella donde se abre un horizonte más amplio, capaz de iluminar el misterio del sufrimiento humano. Así lo recordaba Juan Pablo II, al señalar que la fe nos impulsa a no conformarnos con lo ya alcanzado, sino a seguir buscando con esperanza la verdad plena que sólo Dios puede ofrecer:

La Revelación introduce en nuestra historia una verdad universal y última que induce a la mente del hombre a no pararse nunca; más bien la empuja a ampliar continuamente el campo del propio saber hasta que se dé cuenta de que no ha realizado todo lo que podía, sin descuidar nada.

#### A los versículos 7-9
El uso de los animales como punto de comparación (cf. 11,12) o como fuente de enseñanza es un recurso habitual en la literatura sapiencial. En este pasaje, se hace referencia a ellos siguiendo la clasificación tradicional de bestias, aves, reptiles y peces, con el fin de subrayar que Dios es el Creador de todos los seres vivientes (v. 9) y, en consecuencia, el único que los gobierna. Como señala Gregorio Magno: El que hizo todas las cosas, dispone también de qué manera deben ser administradas Esta afirmación refuerza la idea de la soberanía absoluta de Dios sobre toda la creación.

#### Al versículo 10
El Catecismo de la Iglesia Católica menciona este versículo como resumen de su enseñanza sobre el quinto mandamiento. La Iglesia enseña que:

...la vida humana ha de ser tenida como sagrada, porque desde su inicio es fruto de la acción creadora de Dios y permanece siempre en una especial relación con el Creador, su único fin. Sólo Dios es Señor de la vida desde su comienzo hasta su término; nadie, en ninguna circunstancia, puede atribuirse el derecho de matar de modo directo a un ser humano inocente.

#### Al versículo 12
Job 12,12 refleja una enseñanza ampliamente aceptada en el pensamiento sapiencial: la sabiduría viene con la edad y la experiencia. Esta idea, también expresada por el joven Elihú en Job 32,7, se presenta aquí no solo como una afirmación válida, sino también como un recurso literario que prepara el terreno para un himno dedicado a exaltar la sabiduría y el poder de Dios. En este pasaje, el autor sagrado guía al lector desde una reflexión sobre la naturaleza –que ofrece lecciones accesibles al ojo atento (vv. 7-12)– hacia una comprensión más profunda: la sabiduría divina, que trasciende la experiencia humana y gobierna tanto el mundo físico como las acciones humanas (vv. 13-25). Al comentar los versículos 12 y 13, Fray Luis de León subraya esta conexión entre la experiencia humana y la sabiduría divina, mostrando cómo ambas se entrelazan en la pedagogía de Dios.

Es de advertir que de los ancianos dice: en los ancianos sabiduría, y no dice más. Pero de Dios: con Dios sabiduría y también fortaleza. Porque lo que hay en los hombres es parte y venido de otra parte, más en Dios es el todo y no recibido de otro, sino suyo y propio.

#### A los versículos 13-25
El himno que se desarrolla en Job 12,13-25 parte de cuatro atributos divinos fundamentales: sabiduría, fuerza, consejo e inteligencia (v. 13). Estos calificativos, que en principio invitan a la admiración, sirven de introducción a una serie de afirmaciones desconcertantes. Lo que se narra a continuación son principalmente consecuencias negativas del actuar divino. Dios es presentado como quien derriba lo que ha sido edificado, quien encierra sin que nadie pueda abrir, quien desata las aguas y las arrasa todo (vv. 14-15). Así se subraya su dominio absoluto sobre la naturaleza. La acción divina se extiende también al ámbito humano: confunde a los sabios, despoja a los jueces, pone en evidencia a los nobles, derriba a los poderosos y desorienta a los dirigentes (vv. 16-21). Incluso el destino de pueblos y naciones se encuentra en sus manos: los hace errar sin rumbo, los priva de entendimiento y los deja tambalear como ebrios (vv. 22-25).
Este lenguaje poético, cargado de imágenes duras, refleja el conflicto interior de Job. Él no niega la soberanía de Dios ni su sabiduría, pero le cuesta conciliarla con el sufrimiento que experimenta y observa en el mundo. A diferencia de sus amigos, no recurre a explicaciones fáciles: no comprende el sentido de tantos males, pero sostiene con firmeza que todo proviene de Dios. Esta confesión, aunque dolorosa, es también un acto de fe.

[Job] nunca se opone al juicio de Dios. Conoce la grandeza y la profundidad de la sabiduría y de la ciencia de Dios, y que sus juicios son incomprensibles y sus caminos inescrutables (cfr Rm 11,33)